# Первое правительство Рамадье
Первое правительство Рамадье́ — кабинет министров, правивший Францией с 22 января по 21 октября 1947 года, в период Четвёртой французской республики, в следующем составе:
- Поль Рамадье — председатель Совета министров;
- Морис Торез — вице-председатель Совета министров;
- Жорж Бидо — министр иностранных дел;
- Поль Косте-Флоре — военный министр (22 января — 4 мая — Франсуа Бийу);
- Луи Жакино — морской министр;
- Андре Марозелли — министр авиации;
- Эдуар Депрё — министр внутренних дел;
- Робер Шуман — министр финансов;
- Андре Филипп — министр национальной экономики;
- Робер Лакост — министр промышленной продукции;
- Амбруаз Круаза — министр труда и социального обеспечения;
- Андре Мари — министр юстиции;
- Марсель Эдмон Нежелен — министр национального образования;
- Франсуа Миттеран — министр по делам ветеранов и жертв войны;
- Франсуа Танги-Прижен — министр сельского хозяйства;
- Пьер Бурдан — министр по делам молодежи, искусств и литературы;
- Мари Муте — министр заморских территорий;
- Жюль Мок — министр общественных работ и транспорта;
- Жорж Марран — министр здравоохранения и народонаселения;
- Шарль Тийон — министр восстановления и градостроительства;
- Жан Летурно — министр торговли;
- Феликс Гуэн — министр планирования;
- Марсель Роклор — государственный министр;
- Ивон Дельбос — государственный министр.

Изменения:
- 4 мая 1947 — Пьер-Анри Тежен наследует Торезу как вице-председатель Совета министров. Другие министры-коммунисты (Круаза, Марран, Тийон и Бийу) также подают в отставку.
- 9 мая 1947 — Даниель Мейер наследует Круаза как министр труда и социального обеспечения. Робер Прижен наследует Маррану как министр здравоохранения и народонаселения. Жан Летурно наследует Тийону как министр восстановления и градостроительства. Эжен Тома входит в кабинет как министр почт.
- 11 августа 1947 — Робер Лакост наследует Летурно как министр торговли, становясь при этом министром торговли и промышленности.